# Jubiläumswarte

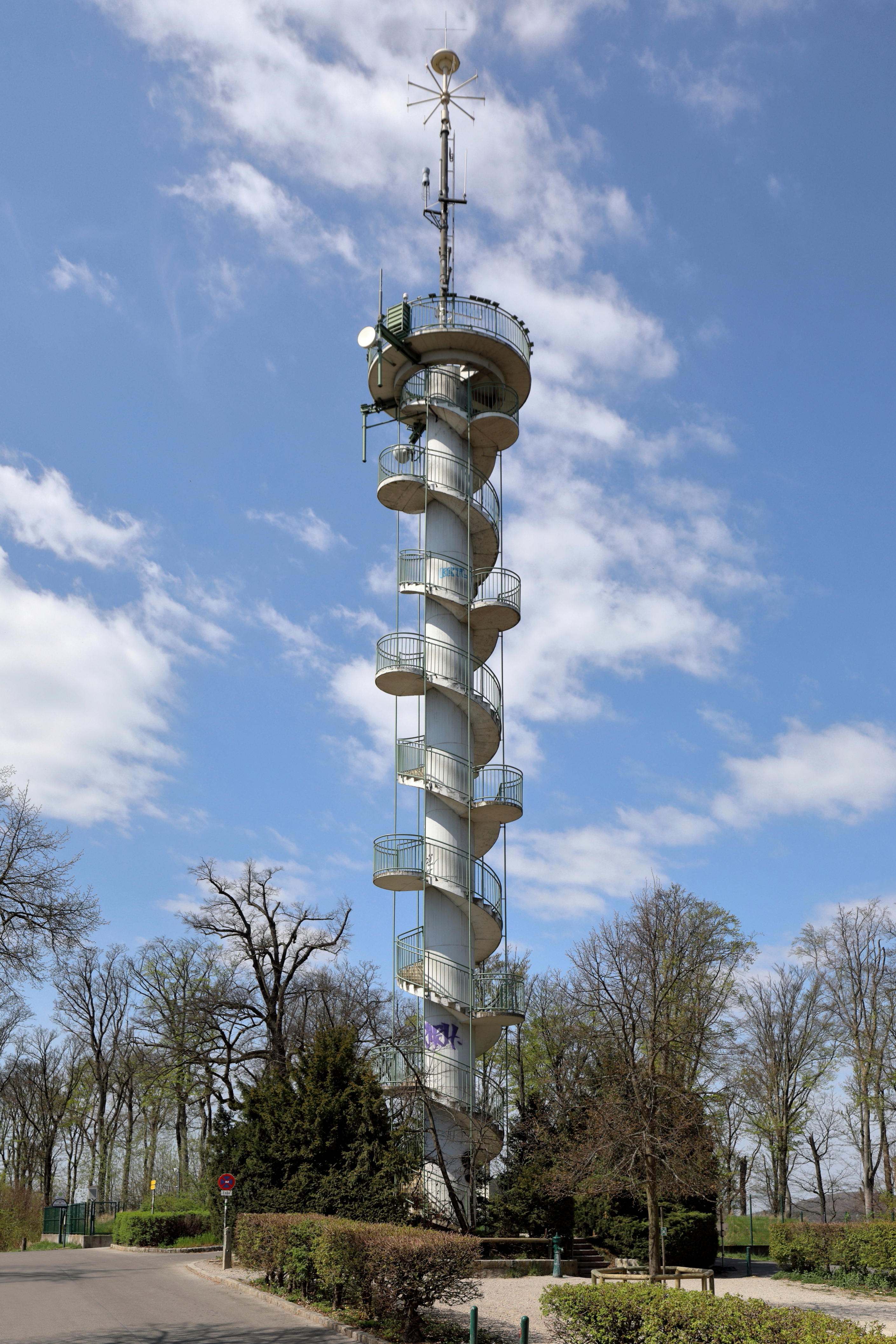
Jubiläumswarte in Wien

Aussicht auf Wien

Panoramablick über Wien

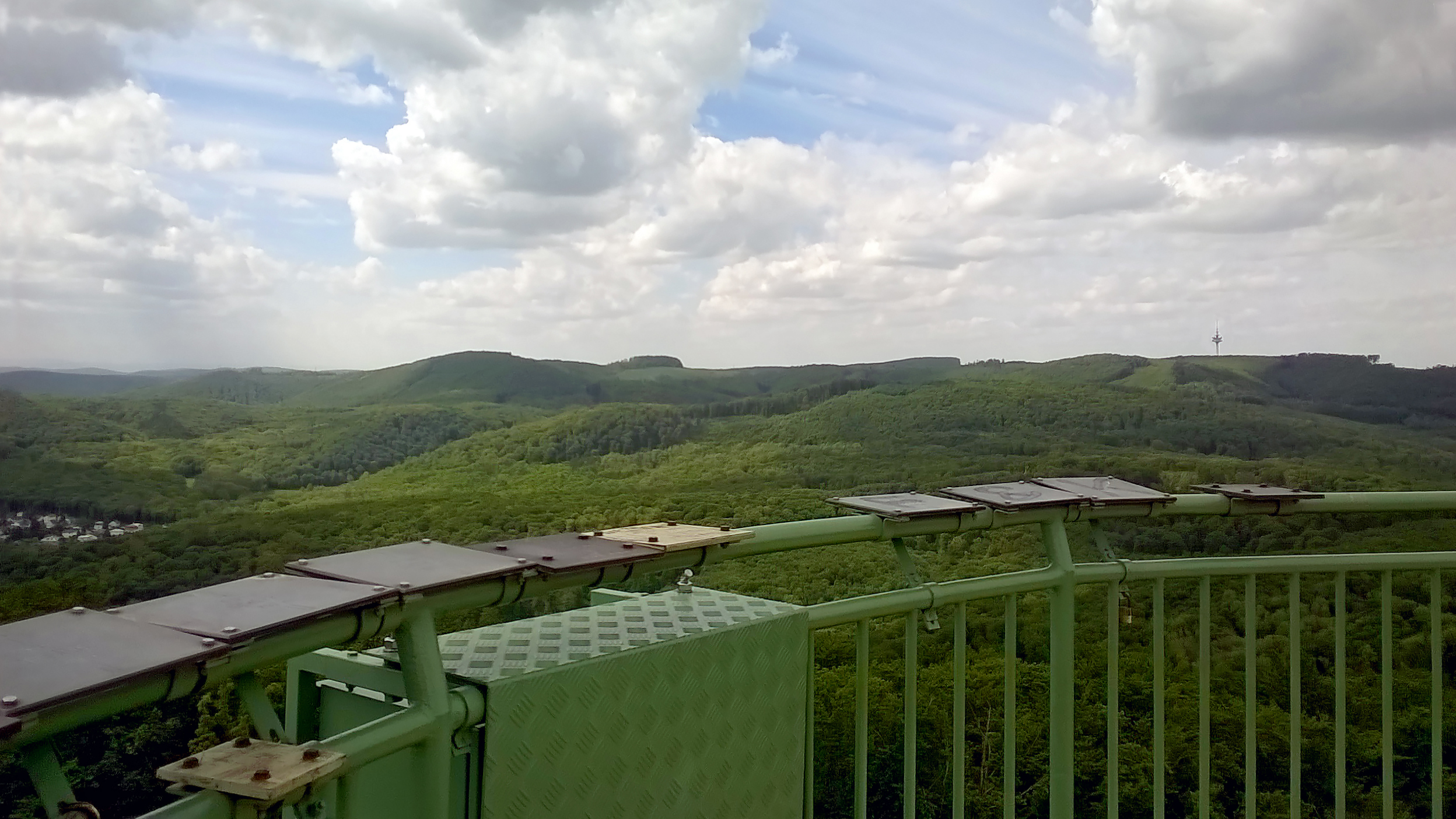
Aussichtsplattform; Blick nach Nordwest mit dem 3,4 km entfernt gelegenen Richtfunkturm Exelberg im Norden

Die Jubiläumswarte ist eine Aussichtswarte auf dem Gallitzinberg am westlichen Stadtrand von Wien. Sie steht an der Adresse Johann-Staud-Straße 80 auf der Vogeltennwiese im 16. Wiener Gemeindebezirk Ottakring auf 449 Meter Seehöhe. Die Aussichtsplattform der Jubiläumswarte liegt 31 m über Grund auf 480 m Höhe und ist über eine außen liegende Wendeltreppe frei zugänglich. Bei Eis oder Schnee ist der Zugang jedoch gesperrt.
Zu erreichen ist sie mit der Buslinie 52B von den Haltestellen „Jubiläumswarte“ (direkt vor der Warte, wird aber nur dreimal (Montag bis Freitag durch den Fahrplanwechsel 2022 jedoch sechsmal) pro Tag und Richtung angefahren) bzw. „Siedlung Kordon“ (liegt weiter entfernt, wird aber öfter bedient), auf Fahr- und Wanderwegen vom Schottenhof und vom Heuberg; weiters mit den Linien 46A und 46B, Haltestelle „Feuerwache am Steinhof“ oder „Savoyenstraße“ und etwa zwanzig Minuten Fußweg. Mit dem Kfz oder Fahrrad erreicht man die Warte über die Johann-Staud-Straße und den Pelzer Rennweg.
Von der kreisringförmigen Aussichtsplattform mit etwa 5 m Durchmesser in 31 Meter Höhe über Grund (480 m ü. A.) hat man einen Rundumblick nach Westen über den angrenzenden Wienerwald und nach Osten über das Wiener Stadtgebiet.
Die im Linksschraubensinn 8,4-fach gewendelte Betonstiege auf die Plattform ist 90 cm breit und hat 183 Stufen. Während man in steter Rechtskurve hinaufsteigt, findet man 1¼ und 2 Wendungen ab dem Auftritt halbrund auskragende Ausweichplateaus vor und jeweils 2 Stockwerke höher wiederum, insgesamt 8 Stück. Eine Plateauserie liegt etwa in Richtung Süden, die andere Richtung Nordost. Das Geländer aus Stahlrohr ist um eine zweite Reling erhöht. Am Geländer der Aussichtsplattform sind einige Platten mit Hinweisen zu Aussichtszielen montiert. An klaren Tagen ist der Ausblick über weite Teile des Wiener Beckens möglich. Am Horizont sind dann im Osten die Hainburger Berge und das Leithagebirge zu sehen, im Süden die Kalkalpen mit dem Schneeberg. An besonders klaren Tagen kann man im Nordosten auch noch die Weißen Karpaten erkennen.

## In der Nähe
Unmittelbar östlich der Warte liegt das Haus der Wiener Waldschule als Nachbar.
Etwa 300 m nordnordöstlich der Warte steht der Gaugefechtsstand Wien, vulgo Schirachbunker, aus dem Zweiten Weltkrieg. ein unzugänglicher Bunker des Nationalsozialismus, dessen Eingänge gesprengt und/oder zugemauert wurden.
330 m östlich der Warte, südlich der Staudstraße und der Mini-Kapelle befindet sich im Wald eine weitere Bunkerruine.

## Geschichte
Im August 1898 wurde auf der Vogeltennwiese anlässlich des 50-jährigen Regierungsjubiläums von Kaiser Franz Joseph I. ein hölzerner Turm errichtet. Noch im selben Jahr wurde diese „Kaiser-Jubiläums-Warte“ von einem Sturm umgefegt. In diesem Jahr fand die Jubiläumsausstellung im Prater statt. Für diese Veranstaltung wurde ein 27,5 Meter hoher Eisenturm aufgestellt, der nach der Ausstellung wieder verkauft werden sollte. Der am 14. September 1875 gegründete „Ottakringer Verschönerungsverein“ unter seinem Obmann Alexander Ritter von Dornfeld jun. kaufte das Eisengestell um 35.000 Kronen und stellte es statt des Holzturmes auf. Die Eröffnung des neuen Turmes wurde am 6. Juli 1899 von Bürgermeister Karl Lueger vorgenommen. Der Aufzug wurde jedoch ausgebaut und die Besucher konnten die obere Aussichtsplattform nur über die Treppe erreichen.
Am 2. Dezember 1900 wurde neben dem Turm eine Schutzhütte eröffnet, die bald beliebtes Ausflugsziel wurde. Im Zweiten Weltkrieg und den darauf folgenden Jahren begann der Turm zu verfallen und wurde 1952 gesperrt. Auch das Gasthaus hatte inzwischen seinen Betrieb eingestellt. Im Jahr 1953 wurde beides abgerissen. Der Neubau der Warte wurde 1955 begonnen und am 7. September 1956 erfolgte die Eröffnung durch Vizebürgermeister Karl Honay und Stadtrat Leopold Thaller. Der neue Bau kostete 320.000,– Schilling (umgerechnet nach Lebenshaltungskostenindex entspräche das rund 166.000 Euro). Als Baumaterial wurde Beton gewählt, ausgerüstet mit stahlarmierten Pfeilern.
Gleichzeitig errichtete die Kahlenberg AG am Fuße der Jubiläumswarte eine moderne Gastwirtschaft. Im Jahr 1982 wurde die Warte um zwei Millionen Schilling umfassend renoviert. Nach dem Tod des letzten Pächters im Jahr 1995 blieb das inzwischen baufällig gewordene Ausflugsgasthaus geschlossen. Das Gebäude wurde renoviert und am 8. Mai 1998 als „Wiener Waldschule“ des Forstamtes, der Magistratsabteilung 49, eröffnet. In dieser soll Wiener Schulkindern an „Waldschultagen“ Umweltbewusstsein vermittelt werden. Mit Schautafeln wird auf den Tier- und Baumreichtum des Wienerwaldes aufmerksam gemacht.
Auf der und um die Aussichtsplattform herum befinden sich eine Reihe von Richtfunkantennen.
Seit 2009 befindet sich hier auch die Wetterstation 11044 der Zentralanstalt für Meteorologie und Geodynamik.
2012 wurde die Jubiläumswarte generalsaniert.
Anfang 2024 wurde die weiß gestrichene Spindel der Wendeltreppe in Vandalismusmanier von Fans des Fußballvereins SK Rapid Wien abschnittsweise von unten nach oben grün/Abstand/rot/blau/Abstand/grün und mit dem gesprühten Schriftzug „125 Jahre“ bemalt. Kriminalpolizei und szenekundige Organe der LPD Wien ermittelten mehrere der groben Sachbeschädigung verdächtige Personen. Im Juli 2024 wurde bekannt, dass nach Abschluss der Beweisaufnahmen die MA 49 der Stadt Wien den Reparaturauftrag ausschreiben will, um die Warte wieder ganz weiß zu streichen.